# Thalassoma bifasciatum
Thalassoma bifasciatum är en fiskart som först beskrevs av Bloch, 1791.  Thalassoma bifasciatum ingår i släktet Thalassoma och familjen läppfiskar. IUCN kategoriserar arten globalt som livskraftig. Inga underarter finns listade i Catalogue of Life.